# Dachiardita-Na
La dachiardita-Na és un mineral de la classe dels silicats, que pertany al grup de les zeolites. Es va denominar originalment "dachiardita rica en sodi", sent reanomenada a la forma actual l'any 1997 com a membre amb sodi dominant de la sèrie dachiardita. El nom de l'arrel és en honor d'Antonio D'Achiardi (1839–1902), catedràtic de mineralogia de la Universitat de Pisa (Itàlia), qui va descriure primer la dachiardita-Ca.

## Característiques
La dachiardita-Na és un silicat de fórmula química (Na₂,Ca,K₂)₅Al10Si38O96·25H₂O. Es tracta d'una espècie aprovada per l'Associació Mineralògica Internacional, i publicada per primera vegada el 1975. Cristal·litza en el sistema monoclínic. La seva duresa a l'escala de Mohs oscil·la entre 4 i 4,5.
Segons la classificació de Nickel-Strunz, la dachiardita-Na pertany a «02.GD: Tectosilicats amb H₂O zeolítica; cadenes de 6-enllaços – zeolites tabulars» juntament amb els següents minerals: gmelinita-Ca, gmelinita-K, gmelinita-Na, willhendersonita, cabazita-Ca, cabazita-K, cabazita-Na, cabazita-Sr, cabazita-Mg, levyna-Ca, levyna-Na, bellbergita, erionita-Ca, erionita-K, erionita-Na, offretita, wenkita, faujasita-Ca, faujasita-Mg, faujasita-Na, maricopaïta, mordenita, dachiardita-Ca, epistilbita, ferrierita-K, ferrierita-Mg, ferrierita-Na i bikitaïta.

## Formació i jaciments
Va ser descoberta a La Palaccia, a la vall de Duron, dins la província de Trento (Trentino - Alto Adige, Itàlia). També ha estat descrita en altres indrets italians, tots ells dins la regió Trentino - Alto Adige, així com en altres indrets del Canadà, els Estats Units, Àustria, Bulgària, Alemanya, el Japó i Rússia.